# Llac Bohinj
El llac Bohinj (Bohinjsko jezero) està situat als Alps Julians al nord-oest d'Eslovènia, molt a prop del llac Bled i de la frontera amb Itàlia i Àustria, dins el Parc Nacional de Triglav.
El llac Bohinj és el llac natural més gran d'Eslovènia. Les seves dimensions són de 4.350 m de llarg, i 1.250 m d'ample, tenint la seva màxima profunditat a 45 m. El llac és d'origen glacial embassat per una morena. El més gran dels rierols que desemboquen al llac és el Savica. A la part del nord del llac hi trobem unes quantes fonts submarines, la més coneguda és la font de Govic.